# 花房職則
花房 職則（はなぶさ もとのり）は、安土桃山時代から江戸時代前期の武将である。
家系は常陸国久慈郡花房郷を領した足利氏の一門、上野氏の庶流・花房氏である。

## 概要
花房職之の長男として、天正8年（1580年）に生まれる。慶長5年8月（1600年9月）、徳川家康に拝謁する。
慶長19年11月29日（1614年12月29日）、大坂冬の陣において、野田福島で首級を得る。元和元年5月7日（1615年6月3日）、大坂夏の陣でも戦功を立てた。
元和3年（1617年）には家督と父の遺領を継ぎ、その際1000石を弟・職直に与え、自身は7220石を知行する。元和5年7月（1619年8月）、島津義弘没後、幕府からの要請で、幕府による弔問の銀千枚を島津家まで届けた。元和6年11月27日（1620年12月20日）、41歳で没した。家督は長男・職利が継いだ。